# Zosterops minutus
Zosterops minutus là một loài chim trong họ Zosteropidae.